# Olżew Mały
Olżew Mały (biał. Малое Вольжава, Малое Ольжава, Małoje Wolżawa, Małoje Olżawa; ros. Малое Ольжево, Małoje Olżewo) – wieś na Białorusi, w obwodzie grodzieńskim, w rejonie lidzkim, w sielsowiecie Tarnowszczyzna.

## Historia
Dawniej majątek ziemski. W Rzeczypospolitej Obojga Narodów leżał w województwie wileńskim, w powiecie lidzkim. W XVIII w. był własnością Wiśniowieckich.
Odpadł od Polski w wyniku III rozbioru. W XIX i w początkach XX w. położony był w Rosji, w guberni wileńskiej, w powiecie lidzkim, w gminie Tarnowszczyzna. Znajdowały się tu wówczas kaplica prawosławna i młyn wodny.
W dwudziestoleciu międzywojennym leżał w Polsce, w województwie nowogródzkim, w powiecie lidzkim, w gminie Tarnowo/Białohruda. W 1921 miejscowość liczyła 53 mieszkańców, zamieszkałych w 3 budynkach, w tym 46 Polaków i 7 Białorusinów. 46 mieszkańców było wyznania rzymskokatolickiego i 7 prawosławnego.
Po II wojnie światowej w granicach Związku Sowieckiego. Od 1991 w niepodległej Białorusi.